# Vladimir Fulgosi
Vladimir Fulgosi (Šibenik, 12. listopada 1942.) je televizijski redatelj i scenarist, a devedesetih godina prošlog stoljeća urednik Dokumentarnog programa Hrvatske televizije.

## Karijera
Od 1971. godine do kraja devedesetih režirao je i napisao oko stopedeset, uglavnom srednjometražnih, dokumentarnih televizijskih radova, serija Kako živite ljudi, te petnaestak igranih tv filmova i drama, Prah (prema prozi Ranka Marinkovića), i Šjora Nikoleta (prema prozi Vladimira Nazora). 
Na filmu je debitirao 1977. godine kratkometražnim igranim ostvarenjem Zašto je pile žuto, a koka nije, iza toga slijedi dokumentarac Tombola (1978.), scenarij Miljenko Smoje, o tradiciji i mentalitetu žena Dalmacije. 
Snimio je samo jedan cjelovečernji igrani film Na istarski način ((prema romanu Riva i druzi Milana Rakovca), to je priča o životu Pule u prvim poslijeratnim godinama (Drugi svjetski rat).